# 왕위안쥔
왕위안쥔(중국어: 王元均, 병음: Wang Yuanjun, 한자음: 왕원균, 1996년 3월 14일 ~ )은 중화민국의 바둑 기사이다. 타이베이시 출신으로 해봉기원 소속의 9단이다. 타이완 기성전 2연패와 타이완 천원전 3연패를 했다.

## 경력
2007년 옥덕배 십단전 예선에서 승리하여 본선에 진출했고 중국바둑회 9품(초단)이 되었고 같은해 대만기원의 입단 테스트를 통해 프로바둑에 입단했다. 2009년 2단으로 승단했고 해봉배 4강에 진출했고 사원배프로바둑전에서 준우승을 한 이후 3회 연속 준우승을 차지했다. 2010년 3단으로 승단했고 장쉬배(G13) 결승에서 천스위안을 물리치고 우승했고 타이완기성전에서 준우승을 했다.
2011년 제1회 세계마인드게임즈 대회에 타이완 대표로 출전하여 2승 3패로 팀 4위를 차지했다. 2012년 5단으로 승단했고, 중환배바둑오픈전에서 4강에 진출하고 해봉배와 왕좌전에서 준우승을 했다. 제7회 응씨배 세계 바둑 선수권 대회에 출전하여 1차전에서 탄샤오에게 패했다. 2013년 해봉배 결승에서 샤오정하오를 2승 1패로 누르고 우승했고 승단 규정에 따라 6단으로 승단했다. 기왕전에서 천스위안에게 도전하여 4승 1패로 우승하고 7단으로 승단했으며 십단전에서도 우승했다.
2014년 동강배전에서 우승하고 오카게배 국제신예바둑대항전에서 남자 단체전 타이완 대표로 출전하여 3위 결정전에서 일본의 이치리키 료에게 승리하여 3위를 했다. 2016년 제8회 응씨배 세계 바둑 선수권 대회 16강에 올랐고 같은해 8단으로 승단했다. 2018년 9단으로 승단했다.